# Avīci

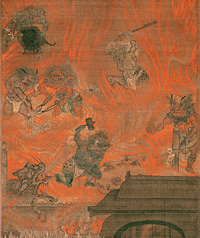
L'enfer Avīci, XIIIe siècle. Recueilli au Japon.

Avīci ou Avīci Naraka (sanskrit : अवीचि, signifiant en Sanskrit et Pali « sans vagues » – chinois simplifié : 无间地狱 ; chinois traditionnel : 無間地獄 ; pinyin : wújiàn dìyù pron. japonaise : mugen jigoku), ou 阿鼻地狱 / 阿鼻地獄, Ābí dìyù) est, dans le bouddhisme, le niveau le plus bas de la Naraka, ou royaume de l'enfer, dans lequel les morts qui ont commis de graves méfaits ne peuvent renaître. 
Il est dit que c'est un cube de 20 000 yojanas (120 000 à 300 000 kilomètres) de côté, enterré profondément sous la divine (non-visible) terre. 
Avīci est souvent traduit par interminable ou incessant, en raison de l'idée que les êtres qui y ont été envoyés y languissent éternellement. 
D'autres enfers existent dans le bouddhisme. Leur fonctionnement est plus proche des  purgatoires où, après peut-être quelques siècles de souffrance, on peut renaître comme une forme de vie humble dans un endroit un peu moins horrible. Ceux qui sont envoyés dans l'enfer Avīci sont sans espoir de répit.

## Péchés passibles d'Avīci
Il existe différents actes mauvais qui peuvent amener à l'éternel supplice de l'enfer Avīci. Généralement, les gens renaissent dans Avīci après avoir commis une ou plusieurs des Cinq Graves Infractions, :
- Meurtre intentionnel de son père.
- Meurtre intentionnel de sa mère.
- Meurtre d'un Arhat (éveillé).
- Effusion du sang d'un Bouddha.
- Création d'un schisme au sein du Sangha, la communauté des moines bouddhistes, des religieuses et des laïcs qui tentent d'atteindre l'illumination (le bonheur éternel).

## L'éternité en Enfer
Le bouddhisme enseigne que la renaissance en Naraka est temporaire, tandis que les délinquants travaillent le karma qu'ils ont mobilisé pendant leur vie. La renaissance dans l'enfer Avīci est éternelle. Cependant, le Sutra du Lotus fournit un exemple d'hommes qui ont à endurer une souffrance à long terme dans l'Avīci,. Certains sutras affirment que la renaissance dans Avīci dure d'innombrables kalpas (éons). Quand l'auteur décède après un kalpa, il renaît dans le même lieu, souffre pendant un autre kalpa, et ainsi de suite jusqu'à ce qu'il ait épuisé son mauvais karma. Pour cette raison, l'enfer Avīci est aussi connu comme la « voie sans arrêt » (無間道).
Nichiren a écrit que les moines bouddhistes qui ignoraient les passages du Sutra du Lotus, qui clamait sa supériorité sur les autres sutras, seraient tombés dans l'enfer Avīci. En dehors de Nichiren, il est extrêmement rare pour un moine bouddhiste de condamner quelqu'un à l'enfer Avīci, bien que le Sutra du Lotus lui-même juge de ceux qui calomnient : « quand sa vie finira, il entrera dans l'Enfer Avīci ».
Certains[Qui ?] croient que la renaissance dans Avīci (ou tout autre domaine inférieur) doit être considérée comme un processus de purification. Si quelqu'un suit correctement les enseignements du Bouddha, il sera en mesure d'atteindre l'illumination sans aller en enfer, même s'il a accumulé un vaste Karma négatif (à l'exclusion des anantarika-karma). Il existe de nombreuses histoires sur ceux qui ont accumulé du Karma négatif, mais ont échappé à un enfer parce qu'ils ont atteint l'illumination avant que leur Karma mûrisse. S'il s'agit d'un anantarika-karma, une personne n'est pas en mesure d'atteindre l'illumination dans cette vie, car ce Karma négatif mûrit immédiatement. 
Il n'y a aucun être surnaturel qui détermine le sort de quelqu'un. Ainsi, chacun est responsable de ses propres actes et de leurs conséquences: « [...] les êtres sont propriétaires du karma, héritiers du karma, nés du karma, liés par le biais du karma, et ont le karma comme arbitre. Le karma est ce qui crée des distinctions entre les êtres en termes de grossièreté et de raffinement ». Ainsi, renaître dans l'Avīci est purement le résultat inévitable de ses mauvaises actions, et non la décision d'une divinité.